# Condado de Castilnovo
Condado de Castilnovo település Spanyolországban, Segovia tartományban. Condado de Castilnovo Sepúlveda, Santa Marta del Cerro, Castroserna de Abajo, Valleruela de Sepúlveda, San Pedro de Gaíllos és Aldealcorvo községekkel határos. Lakosainak száma 79 fő (2024).

## Népesség
A település népessége az elmúlt években az alábbi módon változott:
| Lakosok száma | 123  | 128  | 120  | 114  | 97   | 86   | 104  | 90   | 86   | 79   |
|               | 2001 | 2004 | 2007 | 2009 | 2012 | 2014 | 2017 | 2019 | 2022 | 2024 |